# Na wysokiej fali
Na wysokiej fali – australijski serial dla młodzieży.
Serial przedstawia losy siedmiu młodych surferów, którzy przez cały rok razem trenują i chodzą do szkoły. Na koniec szkolenia dwie osoby (chłopak i dziewczyna) otrzymają 3-letni kontrakt. Uczestnicy walczą o główną wygraną, jednocześnie przyjaźniąc się ze sobą i zmagając z trudnościami.

## Bohaterowie

### Seria pierwsza
- Anna Petersen (Mara Scherzinger) – Pochodzi z Niemiec. Jako jedyna dostała się do Solar Blue bez konkursu. To nie podobało się Bec, której brat był „pewniakiem” w odwołanych zawodach chłopców. Początkowo Bec obwiniała ją za to, że zabrała miejsce Joe, dlatego Anna postanowiła uczciwie zapracować na nie. Zmierzyła się z chłopakiem i wygrała. Anna trenuje również kitesurfing. Wygrała nawet zawody, jednak gdy się dowiedziała, że wyjedzie na roczne tournèe i będzie musiała zrezygnować z nauki w akademii, została. Ciężko pracuje, aby stać się dobrą w tym co robi. Trzy razy w tygodniu spędza ponad godzinę w siłowni, poza tym uczestniczy w treningach całej grupy z Solar Blue. Anna jest nieśmiała, ale zawsze można na nią liczyć. Spotyka się z bratem Bec – Joe. Zakochała się w nim ze wzajemnością i zostali parą.
- Heath Carroll (Adam Saunders) – Heath jest utalentowanym i uśmiechniętym surferem. W przyszłości chciałby uczyć surfingu i sprawdzać się w tym zawodzie. Carroll dostarcza najwięcej humoru i śmiechu wśród innych uczestników. Zawsze wesoły, rozbawia całą drużynę. Największą miłością chłopaka jest właśnie surfing. Nie rozstaje się z aparatem i kamerą. Na każdych zawodach uwiecznia występy swoich przyjaciół oraz swój. Nie przepada za nauką. Lubi surfować, ale wiedział, że jeśli nie uda mu się wygrać, powinien zostać fotografem. Nie lubił czytać, ani uczyć się. Twierdził, że to nie dla niego. Zakochał się we Fly, ze wzajemnością i zostali parą, ale w II serii Heath znalazł sobie nową dziewczynę.
- Fiona „Fly” Watson (Sophie Luck) – Dostając się do Solar Blue, Fly ma jedynie 15 lat. Jest najmłodszą spośród siedmiu uczestników. Ma liczne kompleksy związane z wiekiem, nie lubi być nazywana „małą”. Jej najlepszym przyjacielem jest Heath. Dziewczyna szybko się w nim zakochuje (z wzajemnością). Pod koniec sezonu pierwszego stają się parą. Fly wygrywa finałowe zawody wśród dziewczyn. Postanawia jednak odłożyć swoje tournèe o rok i w II serii wraca do Solar Blue jako trenerka.
- Matt Leyland (Chris Foy) – Matt uważany jest za „kapitana”. Zawsze ma świetne pomysły. Szkoła jest dla niego ważna. Jest bardzo bystry. Pomagał Fly z taktyką na zawodach, gdy walczyła o pierwsze miejsce. Miły i sympatyczny chłopak ma także poczucie humoru. Do Solar Blue przyjechał z King Island (Wyspa Króla). Leyland potrafi być też nieśmiały, szczególnie w dużych grupach. Matt bardzo lubił surfować, ale w odróżnieniu od innych, także uczyć się. Świetnie zdawał wszystkie egzaminy, robił różne doświadczenia. Wszyscy dość szybko do tego przywykli. Gdy do miasta dołączyła nowa, piękna dziewczyna Matt rywalizował we wszystkim z Edge’em. Nie skończyło się to dobrze, bo w rywalizacji ucierpiał młodszy brat Bec. Już wkrótce po tym można było zauważyć, że Mattowi spodobała się Perri. Niedługo po tym zostali parą.
- Perri Lawe (Tahyna Tozzi) – Perri pochodzi z zamożnej rodziny. Dba o siebie i swoją urodę. Zawsze modnie się ubiera i pomaga przyjaciółkom w sprawach sercowych (i nie tylko). Jest chora na cukrzycę, próbowała ukryć ten fakt przed Solar Blue. Zawsze uśmiechnięta dziewczyna szybko przekonała się o ciemnej stronie oceanu ratując życie topiącemu się chłopakowi. Perri pomagała mu bez deski i innego sprzętu i o mało co sama nie zginęła. Ciężko jej było wrócić do roli bohaterki i ratowniczki, jednak mogła liczyć na Matta, który przekonał ją, że odwaga to działanie mimo strachu. Matt w późniejszych odcinkach został jej chłopakiem. W II serii przyjechała w odwiedziny, aby udowodnić, że mimo przegranej może być szczęśliwa. Jest wtedy skłócona z Mattem, ale dzięki Fly godzą się. Perri jest energiczną, pełną życia dziewczyną. Kocha surfing. Jest piękna i łatwo ją zranić. Mocno stąpa po ziemi.
- Bec Sanderson (Kate Bell) – Bec to skromna i naturalna dziewczyna. Jako jedyna mieszka w tym samym mieście, w którym znajduje się Akademia. Ma dwóch braci – starszego, Joe, który również surfuje i młodszego – Sama. Bec choć na ogół jest spokojna i opanowana, potrafi także zapomnieć o wszystkich zasadach. Jeżeli chodzi o ocean to jest bardzo ostrożna i dba o bezpieczeństwo. Dziewczyna jest zakochana w Edge’u, który odwzajemnia jej uczucia.
- Dean „Edge” Edgely (Khan Chittenden) – Bardzo uparty i pewny siebie chłopak, często potrafił być nieprzyjemny. Ma wielkie ego i zawsze jest gotów do podjęcia nowego wyzwania. Czasem chce się popisać przed innymi i przez to zachowuje się nieodpowiedzialnie. Jego matka jest znaną i sławną surferką. Zakochał się w Bec, z wzajemnością, wobec dziewczyny zawsze był czuły i delikatny. Wygrał finałowe zawody wśród chłopaków. W II serii, gdy odwiedził Solar Blue, postanowił zrezygnować z kontraktu. Zrozumiał, że tak naprawdę nie lubi rywalizować z innymi.
- Craig „Simmo” Simmonds (Martin Lynes) – Simmo jest ekspertem od spraw surfingu. Od 5 lat jest trenerem w Solar Blue. Jest także przyjacielem dla wszystkich uczestników obozu, choć czasem daje im popalić na treningach. Mimo to zawsze chętnie im pomaga.
- Deborah „Deb” Callum (Nadine Garner) – Deb jest dla uczestników obozu Solar Blue jak sportowy psycholog. Zajmuje się fitnessem. Poza tym zawsze można liczyć na jej pomoc, nie tylko w sprawach zawodowych, ale także prywatnych. Uwielbia pływać. Razem z Simmo byli kiedyś wrogami, ale postanowili się pogodzić i współpracować.
- Jilly (Liz Burch) – właścicielka domu, w którym mieszkają uczestnicy Solar Blue.

### Seria druga
- Brooke Salomon (Lesley Mitchell) – Brooke pochodzi z Sydney. Dziewczyna ma dużą, kochającą rodzinę i wiele rodzeństwa. Uczulona jest na orzechy, w tym także na olej z nich sporządzony. Jada tylko zdrowe jedzenie. Sport jest jej wielką pasją. Oprócz surfingu uprawia także bodyboard, czyli pływanie na desce na brzuchu. Jest w tym świetna. Potrafi również dobrze tańczyć. Jest pilną uczennicą. Bardzo lubi Mike’a, jednak gdy zostają parą nie może skupić się na niczym innym oprócz niego. Próbowali odłożyć swój związek na później, ale nie udało im się to. Brooke wygrała finałowe zawody wśród dziewczyn i poleciała wraz z Erikiem i Fly do Brazylii.
- Mike Kruze (James Sorensen) – uczestnik Solar Blue. Przyjechał z Francji. Pomagał rodzicom prowadzić restaurację w Paryżu, więc świetnie gotuje. Surfował w wielu miejscach na świecie. Potrafi mówić w trzech językach (angielski, niemiecki, francuski). Mike jest trochę nieśmiały. Trudno mu zawierać nowe znajomości. Mimo szybko zaprzyjaźnia się z Brooke, potem zostają parą. O miejsce w Solar Blue rywalizował z Erikiem, ale po rezygnacji Dana dostali się oboje.
- Amy Reed (Gabrielle Scollay) – Amy w wodzie jest jak maszyna, ale potrzebuje trochę dyscypliny. Nie ma rodzeństwa. Uwielbia kupować ubrania i biżuterię. Kocha imprezować. Jest zawsze uśmiechnięta i energiczna. Jej pomysłowość pomaga jej w życiu, z którego korzysta pełną piersią. Z wzajemnością zakochała się w Ericu, jednak przez młodego mistrza Connora rozstali się. Mieli spróbować jeszcze raz po finałach, ale ze względu na odległość postanowili pozostać przyjaciółmi.
- Eric Tanner (Ryan Corr) – Eric to przyjacielski i miły chłopak. Jest zabawny i lubi żartować. Zawsze dużo mówi. Mieszka w przyczepie campingowej w Lindarra i początkowo wstydził się powiedzieć o tym reszcie. W wodzie jest naturalny i jedyny w swoim rodzaju. Ciężko przychodzi mu myślenie o porażce. Jest osobą uczciwą i pełną energii. Podoba mu się Amy. Byli razem, ale przez młodego mistrza Connora rozstali się. Mieli do siebie wrócić po zawodach na koniec roku w Akademii, ale Amy nie wyobrażała sobie związku na odległość. Konkurował o wejście do Akademii z Mikiem, ale dostali się obydwaj z powodu rezygnacji Dana. Chłopak wygrał zawody na koniec Solar Blue i razem z Brooke poleciał do Brazylii.
- Rachel Samuels (Taryn Marler) – Pochodzi z Newcastle. Ma 3 starszych braci, którzy tak jak ona surfują. Jej rodzice prowadzą firmę, a ona zamierza im w przyszłości pomagać. Rachel bardzo kocha naturę. W odróżnieniu od Coreya uważa, że nie da się jej przechytrzyć. Dba o środowisko. Jej marzeniem jest podróż dookoła świata. Rachel jest bardzo wysportowana. Oprócz surfingu uprawia także jazdę konną, kajakarstwo, wspinaczki wysokogórskie. Początkowo była zakochana w Mike’u, ale szybko zobaczyła, że on woli Brooke. Później zakochała się w Coreyu i zostali parą.
- Corey Petrie (Trent Dalzell) – Corey to geniusz. Ma dwóch braci. Uważa, że może przechytrzyć naturę. Niestety nie udało mu się to i zapłacił za to pobytem w szpitalu. Corey jest ambitny, przyjacielski. Uwielbia eksperymentować. Jest jednym z najlepszych surferów w historii Solar Blue. Lubi pomagać innym. Szkoła jest dla niego sprawą ważną. Świetnie się uczy. Nigdy nie był zawieszony, aż do czasu. Na szczęście udało mu się to odkręcić (mógł nie wystąpić w finałach). Jego dziewczyną jest Rachel.

### Seria trzecia
- Guy Charles (Kain O’Keefe)
- Charley Prince (Lachlan Buchanan)
- Adam Wood (Eka Darville)
- Bridget Caruso (Cariba Heine)
- Lauren Grove (Amy Beckwith)
- Cassie Kelly (Rebecca Breeds)
- Gary Miller (Craig Horner)

## Przegląd sezonów
| Sezon | Sezon | Odcinki | Oryginalna emisja | Oryginalna emisja | Oryginalna emisja                             | Oryginalna emisja                                 |
| Sezon | Sezon | Odcinki | Premiera          | Finał             | Premiera                                      | Finał                                             |
| ----- | ----- | ------- | ----------------- | ----------------- | --------------------------------------------- | ------------------------------------------------- |
|       | 1     | 26      | 11 maja 2005      | 2 listopada 2005  | 1 lipca 2007 (ZigZap) 23 czerwca 2008 (TVP1)  | 26 lipca 2007 (ZigZap) 20 sierpnia 2008 (TVP1)    |
|       | 2     | 26      | 28 czerwca 2006   | 13 grudnia 2006   | 27 lipca 2007 (ZigZap) 23 czerwca 2009 (TVP1) | 21 sierpnia 2007 (ZigZap) 19 sierpnia 2009 (TVP1) |
|       | 3     | 26      | 3 kwietnia 2008   | 25 września 2008  | 19 lipca 2008 (ZigZap)                        | 26 sierpnia 2008 (ZigZap)                         |

## Lista odcinków

### Seria 1 (2005)
| 1 | 1  | Pierwszy dzień w raju „The Contenders”                         | 11 maja 2005         | 1 lipca 2007  |
| Do Solar Blue dostali się już Heath, Matt, Edge, Perri i Bec. W ostatnich zawodach dziewczyn startuje skromna, piętnastoletnia Fly i bogata, dumna Stacy. Fly życzy rywalce szczęścia, a ona niszczy jej deskę. Nie stać jej na nową. Z pomocą przychodzi Heath i pożycza Fly swoją deskę. Szczęśliwa dziewczyna biegnie do wody. Niestety fala zmywa ją, a deska uderza w twarz. Karetka zabiera ją do szpitala. Tymczasem ostatnie zawody chłopców zostają odwołane. W wolne miejsce przyjęto Niemkę Annę Petersen. Wszyscy są dla niej mili, oprócz Bec, której brat Joe na pewno dostałby się do Akademii, gdyby zawody się odbyły. Heath odwiedza Fly w szpitalu. Mówi jej, że kierownictwo zgodziło się na decydujące zawody pomiędzy nią a Stacy. Następnego dnia ostatecznie wygrywa Fly i to ona zostaje przyjęta do Solar Blue. |    |                                                                |                      |               |
| 2 | 2  | Niebezpieczny pojedynek „Winners and Losers”                   | 18 maja 2005         | 2 lipca 2007  |
| Nieprzyjazne relacje między Bec a Anną nadal trwają. Bec na spotkaniu z Simmo mówi, co myśli o Niemce. Niestety dziewczyna stoi za nią i wszystko słyszy. Ucieka do miasta. Gdy przez dłuższy czas nie wraca, grupa postanawia jej szukać. Tymczasem Anna surfuje z pożyczonym latawcem. Po skończeniu postanawia spotkać się z Joe. Później wraca do domu i oznajmia, że jutro ma zamiar zmierzyć się z chłopakiem na fali. Jeśli przegra – odejdzie. Bec wieczorem idzie do domu i próbuje przekonać brata, że miejsce, które wybrali jest zbyt niebezpieczne. Bez skutku. Postanawia więc pomóc dziewczynie. Przed startem mówi jej, co ma robić. Początkowo Annie idzie źle, ale pod koniec łapie świetną falę i wygrywa. Bec gratuluje jej zwycięstwa. |    |                                                                |                      |               |
| 3 | 3  | Sztuka wyboru „Trouble in Paradise”                            | 25 maja 2005         | 3 lipca 2007  |
| Surferzy z Solar Blue zamierzają wziąć udział w szkolnych zawodach. Niestety tego samego dnia mają podpisywać kontrakt z szefem Solar Blue. Nie mogą zawieść ani kolegów ze szkoły, ani tym bardziej kierownictwa Akademii. Matt proponuje, aby spróbowali być jednocześnie w dwóch miejscach naraz. Przy zaangażowaniu szkolnych znajomych początkowo im się to udaje – Perri i Matt biorą udział w zawodach, w tym czasie inni podpisują kontrakty. Sprawy komplikują się, gdy Matt dowiaduje się, że musi zostać dłużej na zawodach. Przed nim trudny wybór – albo zostanie i zrezygnuje z kontraktu, albo opuści zawody, ale wtedy surferzy nie będą mile widziani w szkole. Ostatecznie wszystko kończy się dobrze – szkoła Blue Water High wygrywa zawody, a Matt otrzymuje kontrakt. |    |                                                                |                      |               |
| 4 | 4  | Daleko od domu „Fly Takes a Dive”                              | 1 czerwca 2005       | 4 lipca 2007  |
| Fly otrzymuje wiadomość z domu. Jej siostra jest w szpitalu. Fly rozmawia z nią w nocy przez komórkę Anny. Rano spostrzega, że nabiła koleżance rachunek na ponad 200 dolarów. Chce oddać jej pieniądze, wobec tego rozpoczyna pracę w myjni samochodowej, w tajemnicy przed innymi. Początkowo idzie jej dobrze, jednak pewnego dnia do myjni przyjeżdża Deb. Fly, chowając się przed opiekunką do samochodu przez przypadek naciska guzik otwierający okno. Maszyna myjąca samochód niszczy się. Teraz Fly musi zapłacić także za jej naprawę. Reszta surferów postanawia jej pomóc, wypełniając jednocześnie zadanie Simmo, który kazał im wykonywać prace społeczne. Zatrudniają się przy ręcznym myciu samochodów, a napiwki od klientów oddają Fly. Anna mówi dziewczynie, że wie o rachunku, zapewniając jednocześnie Fly, że nie musi śpieszyć się z oddawaniem pieniędzy. |    |                                                                |                      |               |
| 5 | 5  | Jutro też jest dzień „Anna Loses Her Way”                      | 8 czerwca 2005       | 5 lipca 2007  |
| Simmo i Deb pokazują surferom tabelę z punktami. Anna bardzo odstaje od reszty. Jest zawiedziona i chce opuścić Solar Blue. Tymczasem Heath znajduje teczki z opiniami jurorów i trenerów o wszystkich uczniach Solar Blue. Grupa zastanawia się, czy je przejrzeć. Perri nie czeka na ich decyzję i sama czyta wszystkie teczki. Wieczorem wszyscy oprócz Anny wybierają się na dyskotekę. Mogą zostać tylko do północy, a potem Simmo ma sprawdzić, czy wrócili. Perri nie wie o tym i zostaje dłużej. Anna idzie po nią. Gdy wchodzą do budynku Akademii przez okno w łazience przyłapuje je Simmo. Anna bierze całą winę na siebie, ponieważ wie, że i tak wyjeżdża. Perri daje jej teczkę. Po przeczytaniu Anna postanawia jednak zostać. Perri obiecuje dać jej lekcje surfingu, by mogła odrobić straty punktowe. |    |                                                                |                      |               |
| 6 | 6  | Za wszelką cenę „Edge Wipes Out”                               | 15 czerwca 2005      | 6 lipca 2007  |
| Edge przegrywa z Mattem na zawodach. Nie potrafi ukryć swojej złości i dostaje za to zero punktów. Wszczyna kolejne kłótnie. Simmo próbuje bardziej zintegrować grupę i zarządza wspólne malowanie pokoju. Grupa dostaje pędzle i puszkę ohydnej granatowej farby. Perri pożycza od grafficiarzy puszki z farbą w sprayu. Niestety spotykają policjanta, który oskarża ich o malowanie skał na plaży i każe je wyczyścić. Bec i Edge uciekają. Biorą latawiec i ponton Anny i płyną na rafę. Podczas gdy Edge pływa z latawcem, Bec pilnuje pontonu. Nagle chłopak wywraca się i zaplątuje w linkę. Bec pomaga mu się wydostać. W tym samym czasie ponton odpływa z prądem. Edge zostawia Bec przy boi, a sam płynie po pomoc. Chwilę później są już tam, razem z Simmo, ale nie znajdują Bec Edge wraca do domu załamany. Już chce dzwonić do mamy Bec, gdy dziewczyna wraca. Okazało się, że pomogli jej rybacy. Edge za karę ma sam wyczyścić resztę skał. Mówi Bec, że płynął po pomoc najszybciej jak mógł. |    |                                                                |                      |               |
| 7 | 7  | Prawdziwych przyjaciół poznaje się w biedzie „Friends in Need” | 22 czerwca 2005      | 7 lipca 2007  |
| Heath ma odrobić prace domową o zagrożonym gatunku ryby. Próbuje napisać referat, ale nie może się skupić. Matt daje mu swoją pracę, która ma służyć jako wena. Ale on nadal nie może napisać i w końcu całość przepisuje od kolegi. Rano gryzie go sumienie i postanawia udawać chorego, aby skończyć pracę i oddać następnego dnia. Okazuje się, że Matt wziął do szkoły jego pracę. Dyrektor wzywa opiekunów akademii oraz Matta i Heatha. Mają nieprzyjemności. Matt nie odzywa się do kolegi. Heath dogaduje się z nauczycielem, że dokończy pracę Matta. Idzie na plażę i widzi, jak jakiś chłopak ciągnie zagrożoną rybę w siatce. Próbuje mu ją odebrać, ale siatka spada z klifu. Heath robi sekcję rybie. Fotografuje to i wkleja zdjęcia do referatu. Matt dostaje za to 6-. Okazuje się również, że Heath wyjął ze środka ryby jaja młodych i gatunek nie będzie już zagrożony. Chłopcy się godzą.                                                                                                   |    |                                                                |                      |               |
| 8 | 8  | Tajemnica zaginionych desek „Brothers and Sisters”             | 29 czerwca 2005      | 8 lipca 2007  |
| W nocy brat Bec i jego znajomi kradną deski surferów z Solar Blue. Bec widzi to, ale nikomu się nie przyznaje, że rozpoznała Joe. Tymczasem jej matka zaprasza Annę na święta Wielkanocne. Atmosfera w domu Sandersonów jest napięta. Joe kłóci się z każdym, również z siostrą. Anna pociesza Bec, a ta wyznaje jej prawdę. W tym czasie Heath i Matt próbując sami znaleźć deski. W melinie znajdują spaloną deskę Matta. Zauważają tam Joe i domyślają się wszystkiego. Anna mówi Joe, że muszą oddać deski, inaczej sprawa trafi na policję. Następnego dnia surferzy znajdują deski z tyłu samochodu. Godzą się z Joe i jego znajomymi. |    |                                                                |                      |               |
| 9 | 9  | Rekin „Sharks In The Mind”                                     | 6 lipca 2005         | 9 lipca 2007  |
| Edge twierdzi, że podczas surfingu widział rekina. Zatoka zostaje zamknięta. Matta odwiedza jego ojciec, Ewan. Chce zobaczyć postępy syna i namówić go do zrezygnowania z nauki w Akademii, aby mógł pracować z nim na kutrze rybackim. Matt ma inne plany na przyszłość, ale nie chce zawieść ojca. Jednak, gdy ojciec kupuje kuter dla nich obydwu, chłopak mówi mu, że nie ma zamiaru zostać rybakiem. Ewan jest zawiedziony tym, że syn nie był wcześniej z nim szczery. Zapewnia go, że chce, aby był szczęśliwy. Pozwala mu zostać w Solar Blue, a sam zamierza znaleźć innego pomocnika. |    |                                                                |                      |               |
| 10 | 10 | Wyczucie czasu „Time Is Everything”                            | 13 lipca 2005        | 10 lipca 2007 |
| Perri zostaje dostrzeżona przez agencję modelek. Dostaje propozycję pracy. Chce ją przyjąć, aby zarobić pieniądze na wymarzony żakiet, ale z drugiej strony zatrudnienie się wymaga zerwania kontraktu z Solar Blue. Po namyśle dziewczyna decyduje się odrzucić ofertę. Znajduje inną pracę – w kawiarni, podobnie jak Edge, który potrzebuje pieniędzy na bilet na koncert. Wkrótce okazuje się, że żakiet, który chciała kupić został już sprzedany. Perri jest zawiedziona, ale cieszy się ze swojej pracy. |    |                                                                |                      |               |
| 11 | 11 | Męskie sprawy „Out Of Control”                                 | 20 lipca 2005        | 11 lipca 2007 |
| Do szkoły przybywa nowa dziewczyna. Matt i Edge są nią zauroczeni. Chcąc popisać się przed nią, rywalizują ze sobą w każdej dziedzinie, zachęcani przez Heatha. W końcu sprawy zaczynają wymykać się spod kontroli. Aby udowodnić Laurel swoją odwagę organizują niebezpieczny pokaz surfingowy. Podczas jego trwania młodszy brat Bec zostaje ranny – jego noga utyka między skałami. Na szczęście Fly udaje się ją uwolnić. Wszystko kończy się dobrze, a chłopcy spostrzegają, do czego może prowadzić rywalizacja. |    |                                                                |                      |               |
| 12 | 12 | Sny i marzenia „Dreams and Dramas”                             | 27 lipca 2005        | 12 lipca 2007 |
| Fly przyśniło się, że Heath ją pocałował. Następnego dnia stara się go unikać. Gdy grupa wybiera się na inną plażę, chce wrócić do Solar Blue innym autobusem. Heath chce wrócić razem z nią, ale okazuje się, że nie ma kolejnego autobusu. Znajdują opuszczoną przyczepę campingową. Tam Heath wyznaje Fly, że nie jest dla niego tylko koleżanką. Całują się. Nagle spostrzegają, że ktoś podpiął przyczepę do samochodu i odjeżdża. Fly próbuje dawać znaki kierowcy przy pomocy świeczki, ale ta wypada jej z rąk. Heath i Fly zostają oskarżeni o kradzież i zniszczenie przyczepy. Na policji Fly wszystko wyjaśnia. Następnego dnia rozmawia z Heathem. Dochodzą do wniosku, że powinni dać sobie trochę czasu. |    |                                                                |                      |               |
| 13 | 13 | Czarna strona oceanu „Life On The Line”                        | 3 sierpnia 2005      | 13 lipca 2007 |
| Perri próbuje uratować tonącego chłopaka. On jest jednak sporo większy od niej i ciągnie ją w dół. Z pomocą innych ratowników udaje się go wyciągnąć. Perri zostaje uznana za bohaterkę, jednak sama tego nie odczuwa. Ma nocne koszmary i uważa, że nie nadaje się na ratowniczkę. Odwiedza chłopaka w szpitalu. Przekonuje się, że uwielbia on się popisywać i nie zwraca uwagi na to, że ryzykuje życiem. Matt postanawia wesprzeć Perri i daje jej lekcję samoobrony w wodzie, aby umiała ratować ludzi tak, by nie zostać ranną. |    |                                                                |                      |               |
| 14 | 14 | Duma i uprzedzenie „Bad Boy Heath”                             | 10 sierpnia 2005     | 14 lipca 2007 |
| Simmo i Deb organizują zawody, w których dziewczyny mają być sędziami chłopców i odwrotnie. Matt, nie chcąc, by ktoś przegrał przez niego, ustala plan – wszyscy dadzą sobie takie oceny, by każdemu wyszła średnia 7. Tymczasem Heath poznaje nową dziewczynę, Jane. Fly jest zazdrosna i na zawodach, gdy zmęczony po randce Heath surfuje bardzo źle nie trzyma się planu i daje mu tylko 2 punkty. Dzięki temu trenerzy domyślają się wszystkiego i odbierają punkty wszystkim, prócz Fly. Heath dowiaduje się, że Jane ma już chłopaka. Godzi się z Fly. |    |                                                                |                      |               |
| 15 | 15 | Wygrani i przegrani „Joker’s Wild”                             | 17 sierpnia 2005     | 15 lipca 2007 |
| Podczas zawodów Fly zostaje zablokowana przez rywalkę. Simmo mówi jej, że powinna być agresywna tak jak inni. Na kolejnym konkursie dziewczyna korzysta z tych rad i spycha Bec z fali. Przechodzi do finału, ale koleżanka jest na nią zła. Mimo zwycięstwa Fly idzie na imprezę „dla przegranych” i bawi się do późna. Rano czuje się źle, ale musi iść na zawody. Matt i Heath dają jej wskazówki, jak ograć przeciwniczkę. Fly wykorzystuje je i zdobywa pierwsze miejsce. Bec wybacza jej to, co zrobiła na fali. |    |                                                                |                      |               |
| 16 | 16 | Nie ma tego złego, co by na dobre nie wyszło „Undefined”       | 24 sierpnia 2005     | 16 lipca 2007 |
| Anna obiecuje załatwić pozostałym surferom deski od swojego sponsora. Grupa przygotowuje swoje CV i filmy, a ona ma zanieść je do biura do godziny 17. W tym samym czasie, chcąc odpocząć od ciężkich treningów i poczuć się jak normalna nastolatka umawia się z Joe. Rozmawiając z nim na plaży traci poczucie czasu. Gdy spostrzegają, że jest już późno, Joe próbuje przejechać przez łańcuch i psuje samochód. Wracają do domu autobusem. Anna dociera do firmy z dokumentami przyjaciół bardzo spóźniona, ale cudem udaje jej się przekonać sponsorów do podpisania kontraktu. Anna wybacza Joe to, co zrobił na plaży. Całują się i zostają parą. |    |                                                                |                      |               |
| 17 | 17 | Niemiła niespodzianka „Perri Lies Low”                         | 31 sierpnia 2005     | 17 lipca 2007 |
| Do Matta przyjeżdża w odwiedziny jego kuzyn Alec. Zabiera Perri na przejażdżkę motorem. Po niej dziewczyna mdleje. Trafia do szpitala. Tam okazuje się, że od 6 miesięcy choruje na cukrzycę, ale ukryła ten fakt przed Solar Blue. Simmo i Deb są zdecydowani – dziewczyna musi opuścić Akademię. Nie chcą brać za nią odpowiedzialności. Matt próbuje przekonać ich do zmiany decyzji i w końcu mu się to udaje. Dziewczyna jednak nie chce już wracać. Matti mówi jej, że mimo choroby i tak może zostać mistrzynią. W końcu Perri postanawia zostać i dokończyć rok w Solar Blue. |    |                                                                |                      |               |
| 18 | 18 | Zwycięstwo to nie wszystko „Winning Isn’t Everything”          | 7 września 2005      | 18 lipca 2007 |
| W Solar Blue ma miejsce niecodzienne wydarzenie. Simmo i Deb organizują dla wszystkich uczniów Akademii zawody w triathlonie. Uczestnicy mają rozegrać je w drużynach. Tymczasem Egde postanawia samotnie wziąć udział w rywalizacji, gdyż twierdzi, że koledzy z Solar Blue szybko o sobie zapomną i nie ma tu mowy o żadnej przyjaźni. Podczas wyścigu w lesie drogowskaz wskazujący poprawną drogę zostaje przez kogoś strącony, co powoduje, że Edge gubi drogę i błąka się po lesie. Wszystko kończy się dobrze – chłopak trafia do domu i przeprasza kolegów za to, że nie chciał z nimi współpracować. |    |                                                                |                      |               |
| 19 | 19 | Do tanga trzeba dwojga „Right Dance – Wrong Partner”           | 14 września 2005     | 19 lipca 2007 |
| Zbliża się szkolny bal maturalny. Edge nie zaprasza Bec, uważa za oczywiste to, że z nim pójdzie. Dziewczyna jednak zaprasza Heatha. Edge, nie mając z kim iść zaprasza Fly. Przed samym balem Joe, Edge i Fly chcą złapać kilka dobrych fal i pożyczają skuter Heatha, nie pytając go o pozwolenie. Podczas podróży przyczepa ze skuterem odpina się i spada do rowu. Heath, odkrywając zniszczony skuter denerwuje się i między chłopakami dochodzi do bójki. |    |                                                                |                      |               |
| 20 | 20 | Więcej niż przyjaźń „Big Wave Fears”                           | 21 września 2005     | 19 lipca 2007 |
| Bec otrzymuje zaproszenie na prestiżowy turniej na Tahiti. Przyjmuje je, ale obawia się wysokich fal i jednocześnie próbuje przestać myśleć tylko o Edgu. Inni uczniowie uważają, że została zaproszona dzięki znajomościom rodziców. Obgadują ją i próbują wykluczyć z życia towarzyskiego. W końcu Edge, w kłótni z dziewczyną mówi jej o wszystkim. Zapłakana Bec zapomina o bezpieczeństwie i surfuje w niebezpiecznym miejscu. Spada z deski i jest ranna. Trafia do szpitala. Gdy odzyskuje przytomność, Edge przeprasza ją. Reszta grupy organizuje dla Bec przyjęcie w hawajskim stylu. |    |                                                                |                      |               |
| 21 | 21 | Pocałunek zdrady „The Kiss”                                    | 28 września 2005     | 21 lipca 2007 |
| Perri czuje, że zakochała się w Edgu. Gdy ten pomaga jej znaleźć pierścionek, całuje go. Później chce mu wszystko wyjaśnić i przeprosić. Całą rozmowę słyszy Bec. Od tego momentu atmosfera w Akademii jest napięta. Heath wymyśla wspólny wypad łódką na wyspę. Tam Perri mówi Mattowi o wszystkim. Zdenerwowany chłopak bierze łódkę i samotnie odpływa do domu, zostawiając resztę grupy na wyspie. Po powrocie razem z Simmo, Perri przeprasza chłopaka jeszcze raz. Ostatecznie wszystko kończy się dobrze – Perri i Matt oraz Bec i Edge godzą się. |    |                                                                |                      |               |
| 22 | 22 | Sposób na romans „Behind The Scenes”                           | 5 października 2005  | 22 lipca 2007 |
| Simmo spostrzega, że uczniowie Akademii więcej czasu poświęcają na młodzieńcze miłości niż na naukę i surfing. Postanawia organizować im więcej treningów, aby nie mieli czasu na życie towarzyskie. Tymczasem Heath otrzymuje propozycję pracy w redakcji znanego magazynu. Ma za zadanie robić zdjęcia kolegom z Solar Blue bez ich wiedzy. Początkowo nie widzi w tym nic złego, ale po rozmowie z Fly postanawia zrezygnować z tego pomysłu. |    |                                                                |                      |               |
| 23 | 23 | Ostra jazda bez trzymanki „Tough Choices”                      | 12 października 2005 | 23 lipca 2007 |
| Anna bierze udział w zawodach kitesurfingowych rozgrywanych w Bungella, ukrywając ten fakt przed Deb i Simmo. Na zwycięzcę czeka nagroda w wysokości 15 tysięcy dolarów. Na zawody z Anną wybiera się Heath. Ma nadzieje, że fotografie, które tam wykona, zainteresują redakcję jakiegoś magazynu. Na zawodach Annie początkowo idzie źle, ale ostatecznie wygrywa. Otrzymuje propozycję wstąpienia do drużyny kitesurfingowej, jednak aby to zrobić musi opuścić Solar Blue. Po namyśle decyduje się zostać w Akademii. |    |                                                                |                      |               |
| 24 | 24 | W jedności siła „The Band Plays On”                            | 19 października 2005 | 24 lipca 2007 |
| Zbliżają się lokalne zawody. Zarówno ojciec Bec, jak i Simmo chcą je zorganizować. Zaczynają się kłócić. Bec próbuje temu zapobiec i chce zorganizować imprezę po zawodach. Simmo i ojciec Bec zgadzają się na te warunki. Niestety Solar Blue nie może sponsorować zespołu. Surferzy z Akademii postanawiają zaśpiewać sami. Pojawia się kolejny problem – Fly fałszuje. Zespół prawie się rozpada. Bec prosi brata, aby to jego grupa śpiewała. W końcu oba zespoły postanawiają połączyć siły i wspólnie wykonują piosenkę. |    |                                                                |                      |               |
| 25 | 25 | W drodze do zwycięstwa „Suspicious Mind”                       | 26 października 2005 | 25 lipca 2007 |
| Heath spóźnia się na egzamin w szkole i nie zdaje go. Simmo i Deb postanawiają odjąć mu punkty. Teraz, aby wystąpić w finałach musi wygrać przygotowawcze zawody. Chłopak traci wiarę w siebie, ale Fly, Matt i Anna pomagają mu w treningach. Podczas zawodów Edge prowadzi, ale pod koniec „potyka się” i Heath wygrywa. Teraz musi jeszcze tylko zdać wszystkie testy. |    |                                                                |                      |               |
| 26 | 26 | Nowy początek „And The Winner Is…”                             | 2 listopada 2005     | 26 lipca 2007 |
| Wszyscy zdają końcowe egzaminy w szkole. Zamierzają wyjść razem na imprezę i świętować koniec roku. Niestety finał zostaje przełożony na następny dzień. Bec i Egde postanawiają na ostatnią noc odizolować się od grupy. Podczas zawodów wszyscy surfują świetnie. Sędziowie ogłaszają wyniki dopiero wieczorem. Zwycięzcami są Fly i Edge. Początkowo reszta jest zawiedziona, ale szybko godzą się z porażką. Po przyjęciu Bec budzi całą grupę. Proponuje im, aby razem zrobili krok w przyszłość. |    |                                                                |                      |               |

### Seria 2 (2006) & Seria 3 (2008)
Zarówno odcinki drugiego, jak i trzeciego sezonu serialu nie posiadają tytułów, jednak w każdej serii powstało po 26 odcinków.